# Députés indépendants (groupe parlementaire de la Troisième République)
 (mars 2020).
Si vous disposez d'ouvrages ou d'articles de référence ou si vous connaissez des sites web de qualité traitant du thème abordé ici, merci de compléter l'article en donnant les références utiles à sa vérifiabilité et en les liant à la section « Notes et références ».
Le groupe des députés indépendants est un groupe parlementaire composite à la Chambre des députés entre 1928 et 1932, c'est-à-dire sous la Troisième République française. 

## Histoire
Formé de députés qui ne souhaitent pas siéger dans les groupes existants, on y trouve en majorité des députés de droite, mais tous les courants sont représentés :
- des députés de droite modérée qui refusent de s'affilier à l'Alliance démocratique ou à la Fédération républicaine : Médard Brogly, Édouard Eymond, Henri Laniel, Victor Rochereau, Jean Taurines, Simon Sabiani... ;
- les futurs membres du groupe démocrate populaire Louis Rolland et Robert Schuman ;
- des tenants de la droite conservatrice comme Georges Mandel, Henri de Rodez-Bénavent, Ferdinand Bougère et Xavier Vallat ;
- le dernier carré des députés monarchistes : Jacques de Juigné, Henri de La Ferronnays, François de Ramel et Jean Le Cour-Grandmaison ;
- des députés de gauche : Robert Bellanger, Gustave Lesesne, Paul Poncet etc.

Il n'est pas reconduit après les élections législatives de 1932 :
- d'une part, un certain nombre de groupes se créent pour rassembler les députés indépendants par couleur politique : Indépendants (droite conservatrice), Indépendants d'action économique, sociale et paysanne etc. ou existent déjà dans le cas des Indépendants de gauche ;
- d'autre part, certains rallient les partis avec lesquels ils avaient refusé de siéger en 1924, comme Victor Rochereau qui intègre le groupe de la Fédération républicaine ou Émile Vincent qui intègre le groupe de la Gauche radicale ;
- enfin, certains de ses membres ne sont pas réélus.

## Membres
| Député                      | Département      | XIIIe législature | XIIIe législature                    | XIVe législature | XIVe législature     | XVe législature | XVe législature                                       |
| --------------------------- | ---------------- | ----------------- | ------------------------------------ | ---------------- | -------------------- | --------------- | ----------------------------------------------------- |
| Alphonse Barbot             | Ille-et-Vilaine  |                   |                                      |                  | Députés indépendants |                 | Non-inscrit                                           |
| Robert Bellanger            | Ille-et-Vilaine  |                   |                                      |                  | Députés indépendants |                 |                                                       |
| Daniel Bergey               | Ille-et-Vilaine  |                   | Non inscrit                          |                  | Députés indépendants |                 |                                                       |
| Aimery Blacque-Belair       | Seine            |                   |                                      |                  | Députés indépendants |                 | Indépendants de gauche                                |
| Ferdinand Bougère           | Maine-et-Loire   |                   | Non inscrit                          |                  | Députés indépendants |                 |                                                       |
| Louis Bringer               | Lozère           |                   | Non inscrit                          |                  | Députés indépendants |                 |                                                       |
| Antonin Brocard             | Seine            |                   | Républicains de gauche               |                  | Députés indépendants |                 | Indépendants (droite)                                 |
| Médard Brogly               | Haut-Rhin        |                   |                                      |                  | Députés indépendants |                 | Républicains du centre                                |
| Geoffroy d'Andigné          | Maine-et-Loire   |                   |                                      |                  | Députés indépendants |                 | Indépendants (droite)                                 |
| François-Charles d'Harcourt | Calvados         |                   |                                      |                  | Députés indépendants |                 | Indépendants (droite)                                 |
| Jacques de Juigné           | Loire-Inférieure |                   | Non inscrit                          |                  | Députés indépendants |                 | Indépendants (droite)                                 |
| Henri de La Ferronnays      | Loire-Inférieure |                   | Non inscrit                          |                  | Députés indépendants |                 | Indépendants (droite)                                 |
| François de Ramel           | Gard             |                   | Non inscrit                          |                  | Députés indépendants |                 | Indépendants d'action économique, sociale et paysanne |
| Henri de Rodez-Bénavent     | Hérault          |                   |                                      |                  | Députés indépendants |                 | Non inscrit                                           |
| Maurice de Rothschild       | Hautes-Alpes     |                   | Non inscrit                          |                  | Députés indépendants |                 |                                                       |
| Jean Desbons                | Hautes-Pyrénées  |                   |                                      |                  | Députés indépendants |                 |                                                       |
| Jean-Marie Desgranges       | Morbihan         |                   |                                      |                  | Députés indépendants |                 | Non inscrit                                           |
| Marius Escartefigue         | Var              |                   |                                      |                  | Députés indépendants |                 |                                                       |
| Édouard Eymond              | Gironde          |                   | Républicains de gauche               |                  | Députés indépendants |                 |                                                       |
| René André Faure            | Nord             |                   |                                      |                  | Députés indépendants |                 | Indépendants (droite)                                 |
| Maurice Foulon              | Seine            |                   |                                      |                  | Députés indépendants |                 | Non inscrit                                           |
| François Gérard             | Calvados         |                   | Union républicaine démocratique      |                  | Députés indépendants |                 |                                                       |
| René Hauss                  | Haut-Rhin        |                   |                                      |                  | Députés indépendants |                 |                                                       |
| Gaston Henry-Haye           | Seine-et-Oise    |                   |                                      |                  | Députés indépendants |                 | Indépendants de gauche                                |
| Paul Laffont                | Ariège           |                   | Groupe radical et radical-socialiste |                  | Députés indépendants |                 |                                                       |
| Henri Laniel                | Calvados         |                   | Union républicaine démocratique      |                  | Députés indépendants |                 |                                                       |
| Jean Le Cour-Grandmaison    | Loire-Inférieure |                   | Non inscrit                          |                  | Députés indépendants |                 | Indépendants (droite)                                 |
| Joseph Le Pevedic           | Morbihan         |                   |                                      |                  | Députés indépendants |                 | Centre républicain                                    |
| Georges Mandel              | Gironde          |                   | Non inscrit                          |                  | Députés indépendants |                 | Indépendants (droite)                                 |
| Gustave Lesesne             | Seine            |                   |                                      |                  | Députés indépendants |                 | Unité ouvrière                                        |
| Jean Molinié                | Aveyron          |                   | Non inscrit                          |                  | Députés indépendants |                 | Indépendants (droite)                                 |
| Jean Neyret                 | Loire            |                   |                                      |                  | Députés indépendants |                 |                                                       |
| Ennemond Payen              | Isère            |                   |                                      |                  | Députés indépendants |                 |                                                       |
| André Payer                 | Seine            |                   | Non inscrit                          |                  | Députés indépendants |                 |                                                       |
| Pierre de Chambrun          | Lozère           |                   | Républicains de gauche               |                  | Députés indépendants |                 | Non inscrit                                           |
| Paul Poncet                 | Seine            |                   | SFIO                                 |                  | Députés indépendants |                 | Indépendants de gauche                                |
| Victor Rochereau            | Vendée           |                   | Non inscrit                          |                  | Députés indépendants |                 | Fédération républicaine                               |
| Louis Rolland               | Maine-et-Loire   |                   |                                      |                  | Députés indépendants |                 | Démocrate populaire                                   |
| Simon Sabiani               | Bouches-du-Rhône |                   |                                      |                  | Députés indépendants |                 | Indépendants de gauche                                |
| Robert Schuman              | Moselle          |                   | Union républicaine démocratique      |                  | Députés indépendants |                 | Démocrate populaire                                   |
| Marcel Stürmel              | Haut-Rhin        |                   |                                      |                  | Députés indépendants |                 | Républicains du centre                                |
| Émile Taudière              | Deux-Sèvres      |                   |                                      |                  | Députés indépendants |                 | Indépendants (droite)                                 |
| Jean Taurines               | Loire            |                   |                                      |                  | Députés indépendants |                 |                                                       |
| Xavier Vallat               | Ardèche          |                   |                                      |                  | Députés indépendants |                 | Indépendants (droite)                                 |
| Émile Vincent               | Côte-d'Or        |                   | Gauche radicale                      |                  | Députés indépendants |                 | Gauche radicale                                       |
| Michel Walter               | Bas-Rhin         |                   |                                      |                  | Députés indépendants |                 | Républicains du centre                                |

## Source
- « Liste des députés de la XIVe législature [01/06/1928 - 31/05/1932] - Troisième République - Chambre des députés », sur www2.assemblee-nationale.fr (consulté le 23 mars 2020)